# Nerophis lumbriciformis
Nerophis lumbriciformis es una especie de pez de la familia Syngnathidae en el orden de los Syngnathiformes.

## Morfología
Los machos pueden alcanzar 15 cm de longitud total.

## Alimentación
Come crustáceos pequeños y alevines.

## Reproducción
Es ovovivíparo y el macho transporta los huevos en una bolsa ventral, la cual se encuentra debajo de la cola.

## Hábitat
Es un pez de mar y de clima templado que vive hasta 30 m de profundidad.

## Distribución geográfica
Se encuentra desde el sur de Noruega y las islas británicas hasta el Sáhara Occidental (Río de Oro ).